# Petalonyx
Petalonyx ist eine Pflanzengattung aus der Familie der Blumennesselgewächse (Loasaceae) und der einzige Vertreter der Unterfamilie der Petalonychoidae. Sie enthält fünf Arten, die in Nordmexiko und dem Südwesten der USA einheimisch sind.

## Beschreibung
Petalonyx sind Sträucher beziehungsweise Halbsträucher, die meist aus einem verdickten, ausdauernden Wurzelstock wachsen, die Rinde weist häufig dicke Korkschichten auf. Nesselhaare fehlen. Die Blätter sind wechselständig und mit kurzen, verzweigten Borsten besetzt.
Die Blütenstände sind endständige Trauben. Vor den aufrecht stehenden, fünfzähligen Einzelblüten stehen je zwei Vorblätter, die Blüten wachsen achselbürtig aus einem Tragblatt.
Die häufig genagelten, weißen Kronblätter sind bis zum Ansatz frei und haben eine deutlich sichtbare Mittelrippe. Die fünf Staubblätter stehen episepal (also vor den Kelchblättern), gelegentlich durch den scheinbar verwachsenkronblättrigen Blütenaufbau auf die Außenseite der Krone versetzt oder am stets fadenförmigen Staubfaden umschlossen durch die Ränder der Kronblätter.
Der Fruchtknoten weist eine hängende Samenanlage auf. Die Frucht ist eine unregelmäßig fünfeckige Kapsel, die mit dem Tragblatt und den beiden Vorblättern verbunden bleibt, die Kelchblätter sind jedoch hinfällig.
Die Chromosomenzahl beträgt 2n = 46.

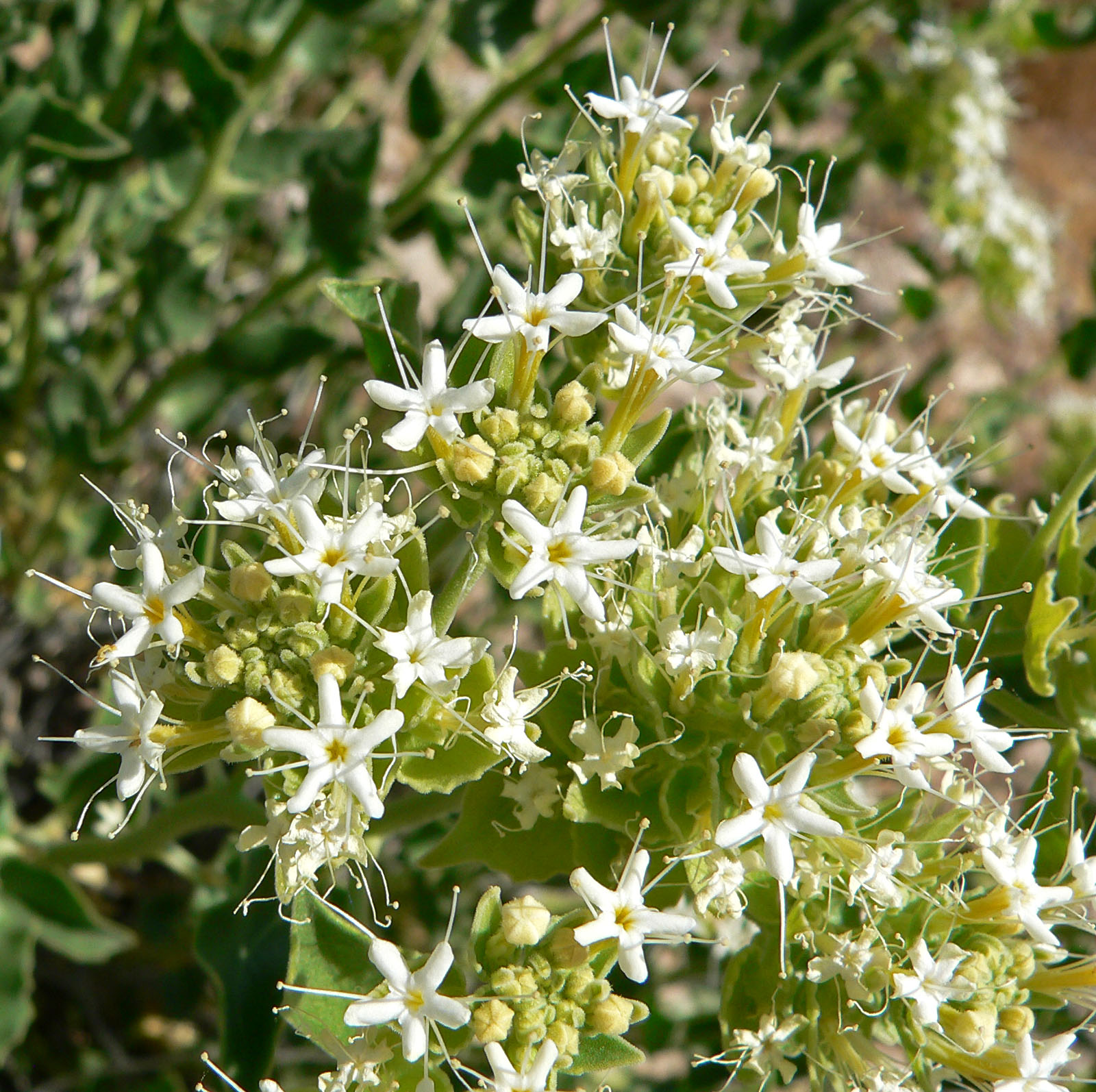
Petalonyx nitidus

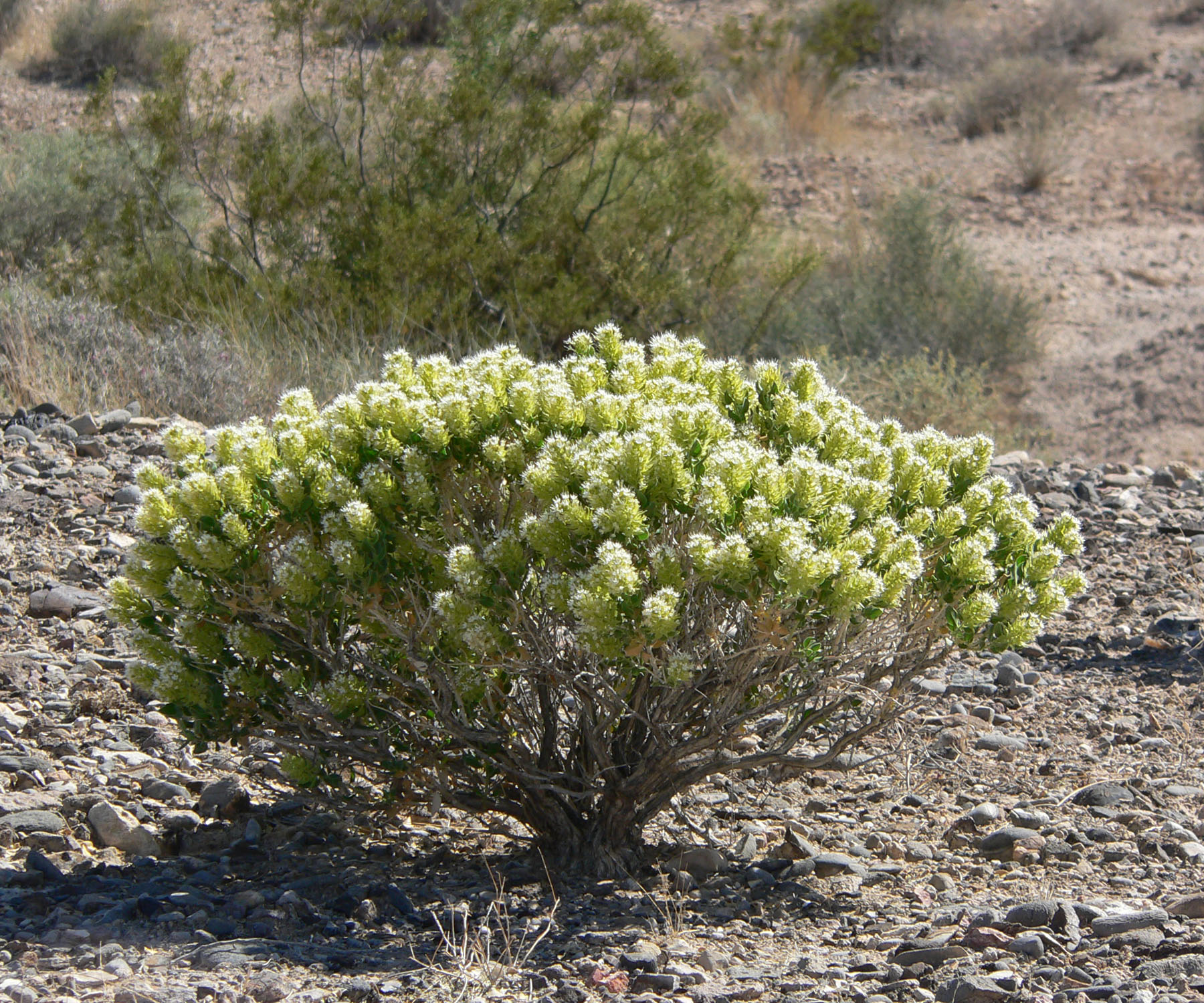
Petalonyx parryi

## Verbreitung
Die Arten sind verbreitet in Wüstengebieten im Norden Mexikos und den südwestlichen USA.

## Systematik
Die Gattung ist aufgrund der Morphologie der Blütenstände, Blüten und Früchte deutlich von anderen Gattungen der Familie unterschieden und wird daher in eine eigene Unterfamilie Petalonychoidae eingeordnet. Zur Gattung zählen fünf Arten:
- Petalonyx crenatus A.Gray ex S.Watson: Sie kommt in Kalifornien, Nevada, Utah, Arizona und im nördlichen Mexiko vor.[1]
- Petalonyx linearis Greene: Sie kommt im südlichen Kalifornien, südwestlichen Arizona und in Mexiko vor.[2]
- Petalonyx nitidus S.Watson: Sie kommt in Kalifornien, Nevada, im nordwestlichen Arizona und im südwestlichen Utah vor.[2]
- Petalonyx parryi A. Gray: Sie kommt in Arizona, Nevada und Utah vor.[2]
- Petalonyx thurberi A. Gray: Es gibt zwei Unterarten:
  - Petalonyx thurberi subsp. gilmanii (Munz) W. S. Davis & H. J. Thomps.: Sie kommt im südöstlichen Kalifornien vor.[2]
  - Petalonyx thurberi subsp. thurberi: Sie kommt in Arizona, im südlichen Kalifornien, im südlichen Nevada und in Mexiko vor.[2]

Erstbeschrieben wurde die Gattung von Asa Gray, die Beschreibung der Unterfamilie geschah im Rahmen umfangreicher systematischer Arbeiten zur Familie durch Maximilian Weigend 1997 bzw. 2006.

## Nachweise
- Maximilian Weigend: Loasaceae. In: Klaus Kubitzki (Hrsg.): The Families and Genera of Vascular Plants. Volume 6: Flowering Plants, Dicotyledons: Celastrales, Oxalidales, Rosales, Cornales, Ericales. Springer, Berlin / Heidelberg / New York 2004, ISBN 3-540-06512-1, S. 248 (englisch, eingeschränkte Vorschau in der Google-Buchsuche).
- Maximilian Weigend: Familial and generic classification, Online, Zugriff am 19. Juli 2008